# Lago Drwęckie
Il lago Drwęckie (in polacco: Jezioro Drwęckie, in tedesco: Drewenzer See) è un lago della Terra dei laghi della Masuria, regione del Voivodato della Varmia-Masuria in Polonia. Attraverso di esso scorre il fiume Drwęca.